# SCO1
SCO1 (англ. SCO1, cytochrome c oxidase assembly protein) – білок, який кодується однойменним геном, розташованим у людей на короткому плечі 17-ї хромосоми. Довжина поліпептидного ланцюга білка становить 301 амінокислот, а молекулярна маса — 33 814.
| 10         |  | 20         |  | 30         |  | 40         |  | 50         |
| ---------- |  | ---------- |  | ---------- |  | ---------- |  | ---------- |
| MAMLVLVPGR |  | VMRPLGGQLW |  | RFLPRGLEFW |  | GPAEGTARVL |  | LRQFCARQAE |
| AWRASGRPGY |  | CLGTRPLSTA |  | RPPPPWSQKG |  | PGDSTRPSKP |  | GPVSWKSLAI |
| TFAIGGALLA |  | GMKHVKKEKA |  | EKLEKERQRH |  | IGKPLLGGPF |  | SLTTHTGERK |
| TDKDYLGQWL |  | LIYFGFTHCP |  | DVCPEELEKM |  | IQVVDEIDSI |  | TTLPDLTPLF |
| ISIDPERDTK |  | EAIANYVKEF |  | SPKLVGLTGT |  | REEVDQVARA |  | YRVYYSPGPK |
| DEDEDYIVDH |  | TIIMYLIGPD |  | GEFLDYFGQN |  | KRKGEIAASI |  | ATHMRPYRKK |
| S          |  |            |  |            |  |            |  |            |

A: Аланін

C: Цистеїн

D: Аспарагінова кислота

E: Глутамінова кислота

F: Фенілаланін

G: Гліцин

H: Гістидин

I: Ізолейцин

K: Лізин

L: Лейцин

M: Метіонін

N: Аспарагін

P: Пролін

Q: Глутамін

R: Аргінін

S: Серин

T: Треонін

V: Валін

W: Триптофан

Кодований геном білок за функцією належить до шаперонів. 
Білок має сайт для зв'язування з іоном міді, іонами металів. 
Локалізований у мітохондрії.